# Thomas Hardwicke
Thomas Hardwicke (1756 – South Lambeth, Londen, 3 maart 1835) was een Britse militair en natuuronderzoeker. Hij werd vooral bekend om zijn verzameling natuurhistorische specimens en de door Indiase kunstenaars vervaardigde illustraties daarvan.

## Biografie
Thomas Hardwicke verbleef tussen 1777 en 1823 in India. In 1778 maakte hij in het leger van de Britse Oost-Indische Compagnie zijn entree als luitenant bij de artillerie. Hij was betrokken bij diverse acties van het leger, op verschillende locaties verspreid door India. In 1819 werd hij bevorderd tot generaal-majoor. In 1823 keerde hij terug naar Engeland waar hij in 1835 overleed.
Hardwicke begon na aankomst in India met het verzamelen van zoölogisch specimens en reisde door het hele Indische Subcontinent. Hij bracht daarnaast een verzameling illustraties, vervaardigd door plaatselijk kunstenaars, bijeen. Deze afbeeldingen werden gemaakt van zowel dode als nog levende organismen. Toen hij India verliet, bezat hij de grootste collectie tekeningen van Indiase dieren die ooit door een persoon was verzameld. Sommige tekeningen werden door zijn dochter Elizabeth gemaakt. De meeste andere illustraties (aquarellen) zijn van (op een na) onbekende schilders, maar wel gemaakt volgens de eisen die golden voor wetenschappelijk werk. Het Natural History Museum kreeg in 1835 de beschikking over een deel van de 4500 illustraties.
Hardwicke was lid van diverse prestigieuze organisaties, zo werd hij in 1804 fellow van de Linnean Society en in 1813 van de Royal Society. Verder was hij lange tijd vice-voorzitter van de  Asiatic Society of Bengal en erelid van de Royal Dublin Society.
Hardwicke was niet getrouwd, maar had wel drie dochters en twee zonen bij een Indiase vrouw, in zijn testament Fyzbuhsh genaamd.

## Zijn werk/nalatenschap
Hardwick stond in contact met natuuronderzoekers in Londen zoals Joseph Banks. Zijn illustraties zijn gebruikt door John Edward Gray.
Verder zijn tekeningen van schelpen en planten gebruikt in andere publicaties. Een aantal organismen zijn mede daarom als eerbetoon naar hem genoemd zoals: 
- Parnassius hardwickei – een soort vlinder
- Temera hardwickii  – een soort sluimerrog
- Solegnathus hardwickii – een soort vis
- Thalassoma hardwicke – een soort vis
- Eublepharis hardwickii – een soort gekko
- Saara hardwickii – Indische doornstaartagame
- Hydrophis hardwickii – een soort zeeslang
- Chloropsis hardwickii – oranjebuikbladvogel
- Gallinago hardwickii – Japanse snip
- Kerivoula hardwickii– een soort vleermuis
- Rhinopoma hardwickii – kleine klapneusvleermuis
- Hardwickia binata – een soort boom (hardhout)

Hij beschreef vier nieuwe soorten vogels waaronder de gierparelhoen (Acryllium vulturinum) en de cheerfazant (Catreus wallichi).